# Deportation aus Estland

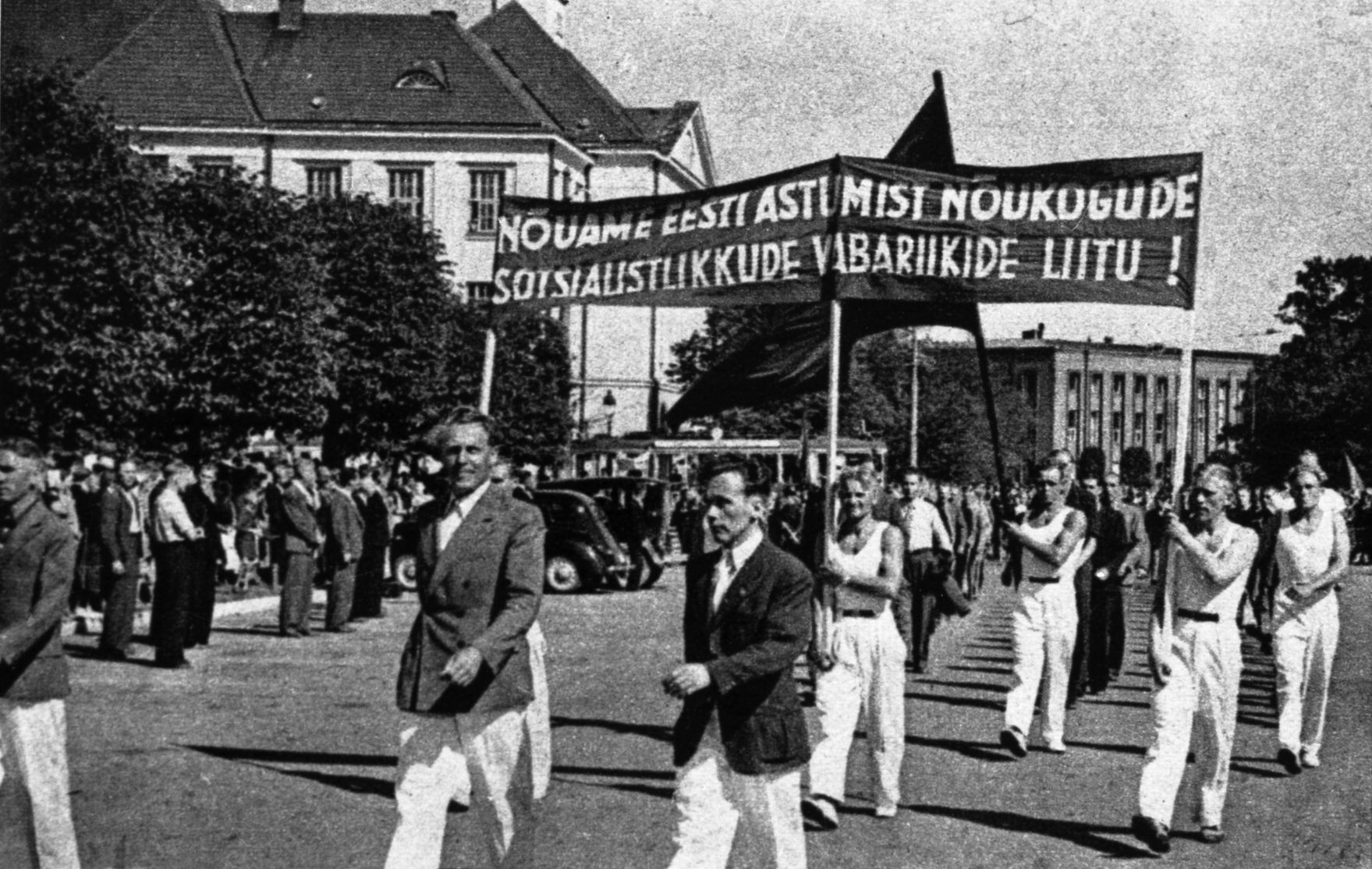
Tallinner Sportler fordern „spontan“ den Anschluss an die Sowjetunion. Beginn der sowjetischen Besetzung Estlands (Tallinn, Freiheitsplatz, 17. Juli 1940)

Mit der sowjetischen Besetzung Estlands ab dem Sommer 1940 erreichte auch der stalinistische Terror das Land. Wesentlicher Zug des Regimes war – wie in anderen sowjetisch besetzten Gebieten auch – die zwangsweise Umsiedlung von Bevölkerungsgruppen. Hauptziele waren die Beseitigung tatsächlicher oder vermeintlicher Gegner des Regimes, die Einschüchterung der Bevölkerung, die Durchsetzung der Zwangskollektivierung sowie die Russifizierung der besetzten Gebiete. Die Deportationen von großen Teilen der estnischen Bevölkerung in die inneren Gebiete der Sowjetunion von 1940 bis zum Tode Stalins haben bis heute tiefe Spuren im historischen Gedächtnis Estlands hinterlassen.

## Vorgeschichte
Im Geheimen Zusatzprotokoll des deutsch-sowjetischen Nichtangriffspakts vom 23. August 1939 legten Hitler und Stalin ihre Interessenssphären in Mitteleuropa fest und teilten den Kontinent untereinander auf. Estland wurde ebenso wie Ostpolen, Lettland, Litauen und Finnland der Sowjetunion zugeschlagen. Am 17. Juni 1940 besetzten die sowjetischen Truppen Estland, Lettland und Litauen. In Tallinn übernahm der sowjetische Parteichef von Leningrad, Andrei Schdanow, de facto die Macht.
Die neuen stalinistischen Machthaber versuchten sofort, ihre Herrschaft mit Zwangsmaßnahmen zu festigen. Die estnischen politischen Organisationen wurden verboten, Vereine und Medien gleichgeschaltet und eine Marionettenregierung unter dem Kommunisten Johannes Vares eingesetzt.
Der sowjetische Terror richtete sich vor allem gegen die bisherige politische, militärische, wirtschaftliche und kulturelle Elite des Landes, aber auch gegen nationale Minderheiten wie Juden und exilierte Russen, die nach der Oktoberrevolution ins westliche Ausland geflohen waren. Namenslisten von potenziell antisowjetischen Personen hatten die sowjetischen Sicherheitsorgane gemeinsam mit ihren örtlichen Helfershelfern bereits seit Anfang der 1930er Jahre erstellt.

## Besetzung Estlands und sowjetischer Terror
Bereits im Juni 1940 wurden die ersten Esten auf Grundlage dieser Listen festgenommen und Repressalien unterworfen. Am 17. Juli 1940 wurde der Oberbefehlshaber der estnischen Streitkräfte, Johan Laidoner, gemeinsam mit seiner Frau nach Pensa ins Innere der Sowjetunion deportiert. Am 30. Juli 1940 wurden der estnische Staatspräsident Konstantin Päts und seine Familie nach Ufa verschleppt.
Am 6. August 1940 wurde Estland Teil der Sowjetunion. Bis Ende 1940 ließen die sowjetischen Machthaber mehr als 1.000 Esten verhaften bzw. hinrichten. Kurz danach begannen konkrete Vorbereitungen für die geplanten Massendeportationen der führenden Schichten Estlands. Die sowjetischen Stellen hatten diese Methode bereits in der Ukraine und in Weißrussland angewandt. Mit der streng geheimen Direktive des Zentralkomitees der KPdSU Nr. 1299-526 vom 14. Mai 1941 wurden die Deportationen aus den baltischen Republiken, der Ukraine, Weißrussland sowie Moldawiens „rechtlich“ angeordnet.

## Juni 1941
In der Nacht vom 13. auf den 14. Juni 1941 rollte in Estland, Lettland, Litauen, der Bukowina und Bessarabien die erste sowjetische Massendeportation an. Entsprechend vorgefertigten Listen verschleppten bewaffnete Verhaftungskommandos ohne Vorwarnung oder Anklage Menschen aus ihren Wohnungen. In der Estnischen SSR waren 11.102 Personen zur Deportation vorgesehen; ihnen wurde eine Stunde Zeit gegeben, die notwendigste Habe zu packen. In Lkws wurden sie zu Sammelstellen an Bahnhöfen in Tallinn-Kopli, Pääsküla, Haapsalu, Keila, Tamsalu, Narva, Petseri, Valga, Tartu und Jõgeva gebracht, wo bereits 490 Viehwagons für den Transport bereitstanden.
Die meisten Familien wurden an den Sammelstellen getrennt. In Wagons mit der Aufschrift A wurden die erwachsenen Männer, in Wagons mit der Aufschrift B Frauen und Kinder „verladen“, wie es im Sowjetjargon hieß. Zwischen dem 14. und 17. Juni 1941 wurden laut den Aufzeichnungen des NKWD 9.156 Menschen ins Innere der Sowjetunion transportiert; die genaue Zahl liegt wahrscheinlich jedoch höher. Unter den Deportierten waren rund 7.000 Frauen, Kinder oder ältere Menschen; ein Viertel der Verschleppten waren Kinder unter 16 Jahren. Überdurchschnittlich stark betroffen waren die estnischen Juden, von denen 400 deportiert wurden; dies entspricht rund 10 % der damaligen jüdischen Bevölkerung Estlands.

## Juli 1941
Vom 30. Juni bis 1. Juli 1941 fanden Deportationsaktionen auch auf den westestnischen Inseln statt. Allein 654 Einwohner von Saaremaa fielen den Maßnahmen zum Opfer.

## Schicksal der Deportierten
Ende 1941 wurden die in die sowjetischen Gefangenenlager deportierten Männer Untersuchungsausschüssen vorgeführt. Hunderte wurden dabei zum Tode verurteilt und erschossen. Die meisten Frauen und Kinder wurden in die Oblast Kirow und die Oblast Nowosibirsk deportiert, wo viele an Mangelernährung, Kälte und bei der Zwangsarbeit starben. Nach estnischen Angaben kehrten nur 4.311 der Deportierten nach Estland zurück.
Insgesamt betrug die Zahl der 1941 von den sowjetischen Behörden Deportierten aus Estland, Lettland, Litauen, Polen und Bessarabien 95.000.

## Deutsche Besetzung 1941–1944
1941 besetzte die deutsche Wehrmacht im Zuge des Krieges gegen die Sowjetunion das Baltikum. Die deutschen Truppen errichteten dort ein Terrorregime gegen angebliche sowjetische Kollaborateure, Gegner des deutschen Besatzungsregimes, Juden, Russen, Roma und andere Gruppen.

## August 1945
Mit der sich abzeichnenden Niederlage Deutschlands im Zweiten Weltkrieg brachte die Rote Armee 1944 erneut ganz Estland unter ihre Kontrolle und begann mit Vergeltungsmaßnahmen sowie mit der Festigung ihrer Macht. Am 15. August 1945 deportierten die sowjetischen Sicherheitsorgane 407 Menschen in die ASSR der Komi im Nordwesten Russlands, die meisten von ihnen deutschbaltischer Abstammung.

## März 1949
1946 wurde im Zentralkomitee der Kommunistischen Partei Estlands (EKP) erneut die Forderung laut, kommunistische Regimegegner außer Landes zu bringen. Damit sollten auch die Kollektivierungen im Wirtschaftsleben gefestigt und das „Kulakentum“ beseitigt werden. Die geheimen Vorbereitungen für die Aktion dauerten über zwei Jahre. Am 25. März 1949 durchzog dann eine neue Deportationswelle das Land. Innerhalb weniger Tage wurden 20.722 Esten (etwa 3 % der damaligen Bevölkerung) überraschend verhaftet und nach Sibirien deportiert. Cheforganisator der großen Deportationswelle von 1949 war – wie 1941 – der estnische Kommunist Boris Kumm (1897–1958), der bis 1950 die sowjetischen Sicherheitsbehörden in Estland dirigierte.
Durch mangelhafte Vorbereitung und chaotische Durchführung konnte etwa ein Drittel der auf den Deportationslisten aufgeführten Esten Ende März 1949 nicht verhaftet werden und zunächst untertauchen. „Um die Quote zu füllen“ (EKP-Parteivorsitzender Nikolai Karotamm) wurden daher willkürlich andere Personen aufgegriffen und deportiert.
Die meisten Deportierten waren Frauen (49,4 %) und Kinder (29,8 %). Etwa 5.000 Esten wurden in die Region Krasnojarsk und die Oblast Omsk gebracht, wo sich seit 1949 das Atomwaffentestgelände Semipalatinsk befand. Zahlreiche Deportierte wurden dort verstrahlt oder brachten behinderte Kinder zur Welt.

## April 1951
Die letzte Deportationswelle in der Estnischen SSR fand im April 1951 statt. 353 estnische Zeugen Jehovas und ihre Familien wurden von den sowjetischen Sicherheitsorganen nach Sibirien deportiert.

## Rückkehr und Aufarbeitung

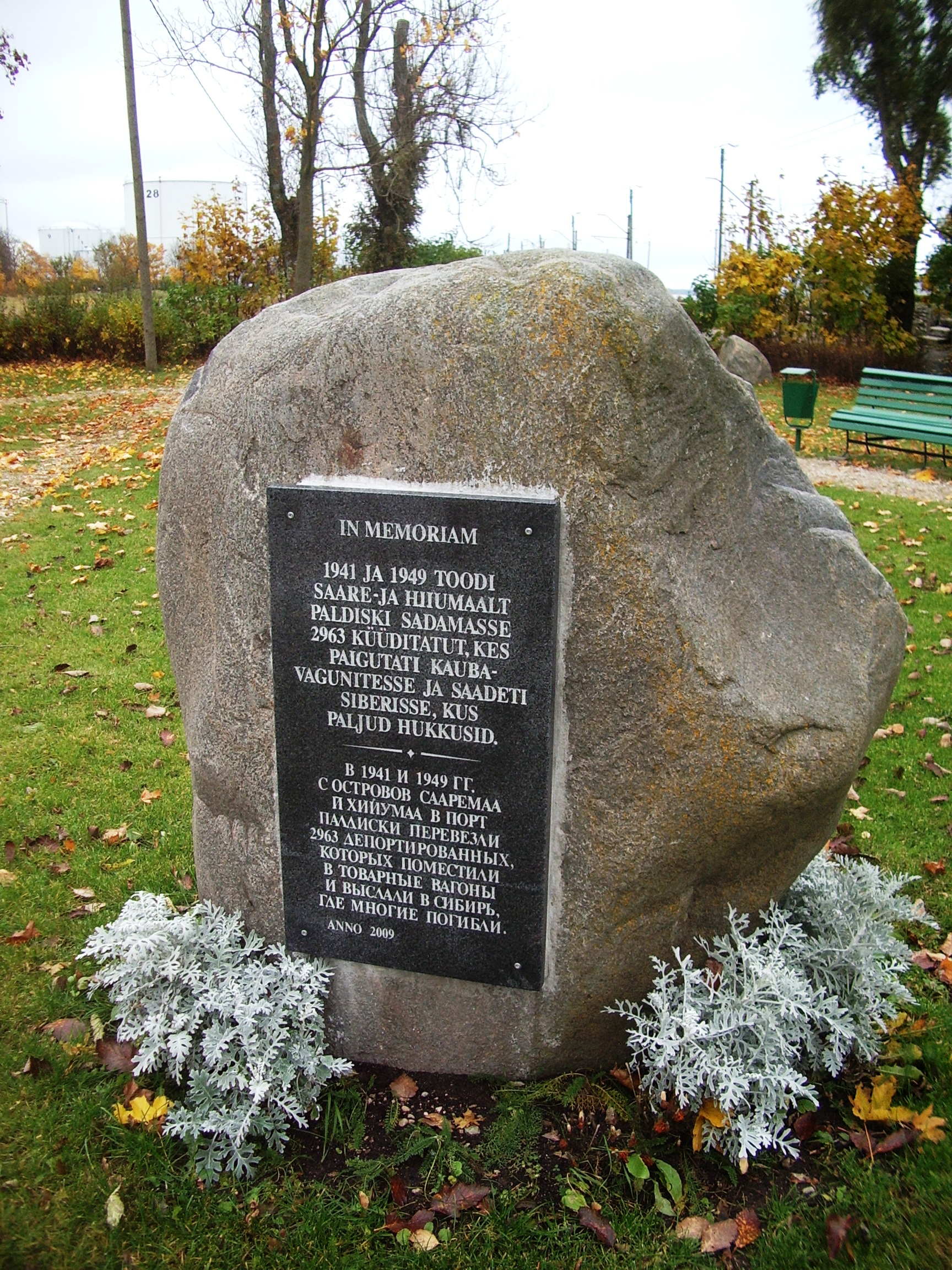
Denkmal in Paldiski für die in den Jahren 1941 und 1949 Deportierten

Erst Ende der 1950er Jahre konnten im Zuge der Entstalinisierung die Überlebenden der Deportationen aus Sibirien nach Estland zurückkehren. Die meisten blieben dort weiterhin im Fadenkreuz der Sicherheitsbehörden. Das in den 1940er Jahren beschlagnahmte Vermögen wurde nicht zurückgegeben. Die Deportierten wurden erst 1991, mit dem Zusammenbruch der Sowjetunion und der Wiedererlangung der estnischen Unabhängigkeit, rehabilitiert.
1998 setzte der estnische Staatspräsident Lennart Meri, selbst mit seinem Vater Georg Meri ein Überlebender der Deportation von 1941, eine historische Kommission (Estonian International Commission for the Investigation of Crimes against Humanity) unter Leitung des finnischen Diplomaten Max Jakobson ein, die Verbrechen gegen Menschlichkeit unter der sowjetischen und deutschen Besetzung Estlands untersuchen sollte.
Am 18. Februar 2002 erklärte das estnische Parlament (Riigikogu) Deportation zu einem Verbrechen gegen die Menschlichkeit. Der 14. Juni (1941) und der 25. März (1949) sind in Estland staatlich anerkannte Gedenktage der Erinnerung und der Trauer.